# Oiceoptoma rugulosum
Oiceoptoma rugulosum – gatunek chrząszcza z rodziny omarlicowatych.
Gatunek ten opisany został w 1903 roku przez Gastona Portevina jako Isosilpha rugulosa.
Chrząszcz o ciele owalnym, matowoczarnym, z 3 lub 4 listewkowatymi żeberkami na pokrywach. Wierzchołki pokryw ma wyokrąglone nieco na zewnątrz, a podgięcia pokryw jednakowo wąskie na całej długości, którymi to cechami wyróżnia się od O. inaequale.
Larwy jak i formy dorosłe bytują na padlinie w różnych stopniach rozkładu, gdzie żerują na larwach muchówek.
Owad nearktyczny, znany z Florydy, Luizjany i Teksasu.